# Aurelio Macedonio Espinosa
Aurelio Macedonio Espinosa, Jr. (Albuquerque, Nuevo México, Estados Unidos, 3 de mayo de 1907 – Palo Alto, California, 4 de julio de 2004), hijo de Aurelio Macedonio Espinosa, Sr., fue un profesor en la Universidad de Stanford especializado en lingüística y folclore españoles. 

## Biografía
Su familia era estadounidense de origen hispano neomexicano. Cuando tenía tres años, su padre, Aurelio M. Espinosa senior, entró a trabajar en la Universidad de Stanford y se mudó a Palo Alto (California). Cursó estudios de bachillerato y universitarios en Stanford y se doctoró en la Universidad de Madrid (1932). Su tesis versó sobre los arcaísmos dialectales en Cáceres y Salamanca, y fue calificada por un jurado en el que estaba Ramón Menéndez Pidal con sobresaliente. Se trata de una de las principales obras filológicas sobre el dialecto extremeño.
Entre 1932 y 1936 trabajó como colaborador en el Atlas Lingüístico de España y Portugal y aprovechó para recoger también cuentos folclóricos españoles, aunque su labor se vio interrumpida por la guerra civil española. Trabajó entonces como profesor de español en la Universidad de Harvard y durante la Segunda Guerra Mundial, enseñó español, portugués y ruso en una academia militar de los Estados Unidos. Se unió a la Universidad de Stanford en 1946, el mismo año que se retiró su padre. En 1945 fue reconocido miembro correspondiente de la Real Academia Española. Con ayuda del folclorista Julio Camarena Laucirica, logró editar a fines de los años ochenta los cuentos que recogió en Castilla y León antes de la Guerra Civil.

## Obras
- "Arcaísmos dialectales. La conservación de «s» y «z» sonoras en Cáceres y Salamanca", en Revista de Filología Española, Anejo XIX, 1935.